# Großer Woog
Der Große Woog (umgangssprachlich meist nur Woog, in der Pfalz und in Südhessen eine Bezeichnung für stehende Gewässer) ist ein Naturbadesee am Ostrand der Innenstadt von Darmstadt. Der Weiher liegt 160 m ü. NHN.

## Beschreibung
Das 5,7 Hektar große und im Mittel 1,8 m tiefe Gewässer mit einer maximalen Tiefe von 3,36 m wurde bereits 1567 zusammen mit dem Kleinen Woog als Löschwasserteich und Vergnügungswasserpark von den Landgrafen angelegt. Es speist sich aus dem Darmbach, der Darmstadt durchquert. Das Wasser ist wegen der geologischen Beschaffenheit etwas trüb. Der Kleine Woog wurde 1888 zugeschüttet und ist heute der Woogsplatz.
Für den Schutz des Darmstädter Naturbadesees setzt sich eine gemeinnützige Bürgeraktion namens Woogsfreunde ein. Zweck ist die Förderung der Erhaltung und Pflege des Darmstädter Großen Woogs als umweltgerechter und denkmalgeschützter Naturbadesee. Die Bürgeraktion wurde 1973 als Bürgerinitiative gegen den von der Stadt geplanten Einbau eines Schwimmleistungszentrums in den Naturbadesee gegründet.
Der Große Woog ist nicht nur ein Badesee, sondern auch ein Fischteich. Am 5. April 1952 taten sich Mitglieder aus zwei Darmstädter Anglervereinen zu einer Interessengemeinschaft zusammen, um den Woog von der Stadt zu pachten. Am 26. Januar 1961 ist dann aus der Interessengemeinschaft ein eingetragener Verein geworden, die Anglergemeinschaft Großer Woog. Der Verein bezweckt das waidgerechte Fischen am Woog sowie die Hege und Pflege des dortigen Fischbestands. Bis 1951 hatte ein Berufsfischer namens Gunder den Woog in dritter Generation bewirtschaftet. Daneben gab es von 1946 bis 1954 mit Ludwig Neudörfer noch einen zweiten Berufsfischer am Woog.
Am Großen Woog befindet sich auch die Darmstädter Jugendherberge.

## Geschichte
Seit etwa 1820 wird der Große Woog als Badesee mit zwei Badeplätzen und einer Insel genutzt. Im Winter wurde der Woog zum Schlittschuhlaufen genutzt, wovon zahlreiche Postkarten und Fotos aus dem 19. und beginnenden 20. Jahrhundert zeugen.
1926/1927 entstand nach Plänen des Stadtbaumeisters August Buxbaum anstelle eines Vorgängerbaus ein Damenbad in der architektonischen Stilrichtung des Expressionismus. Die Anlage wurde 1935 durch einen Zehnmeter-Sprungturm und Betonstege erweitert. Diese Wettkampfanlagen sanierte die Stadt 1989/90. Die zugehörigen Sitztribünen auf dem Westdamm sind noch nicht wiederhergestellt. 1992 bis 1994 wurde das marode ehemalige Damenbad abgerissen und nach Originalplänen als „Familienbad“ rekonstruiert.
Die Gesamtanlage mit der Insel, den Wettschwimmbahnen, dem Sprungturm, dem Familienbad und dem Woogsdamm mit Wärterhäuschen steht unter Denkmalschutz.
Da der Große Woog auch dem Hochwasserschutz dient und entsprechende technische Einrichtungen saniert werden mussten, wurden das Wasser des Großen Woogs im Herbst 2016 abgelassen und bei dieser Gelegenheit der Badesee entschlammt. Zugleich wurde zur Verbesserung der Wasserqualität auch eine neue Vorsperre (Absetzbecken) in den Zulauf des Sees gebaut. Pünktlich zum Saisonbeginn Mitte Mai 2017 waren die Sanierungsarbeiten abgeschlossen.

## Bildergalerie

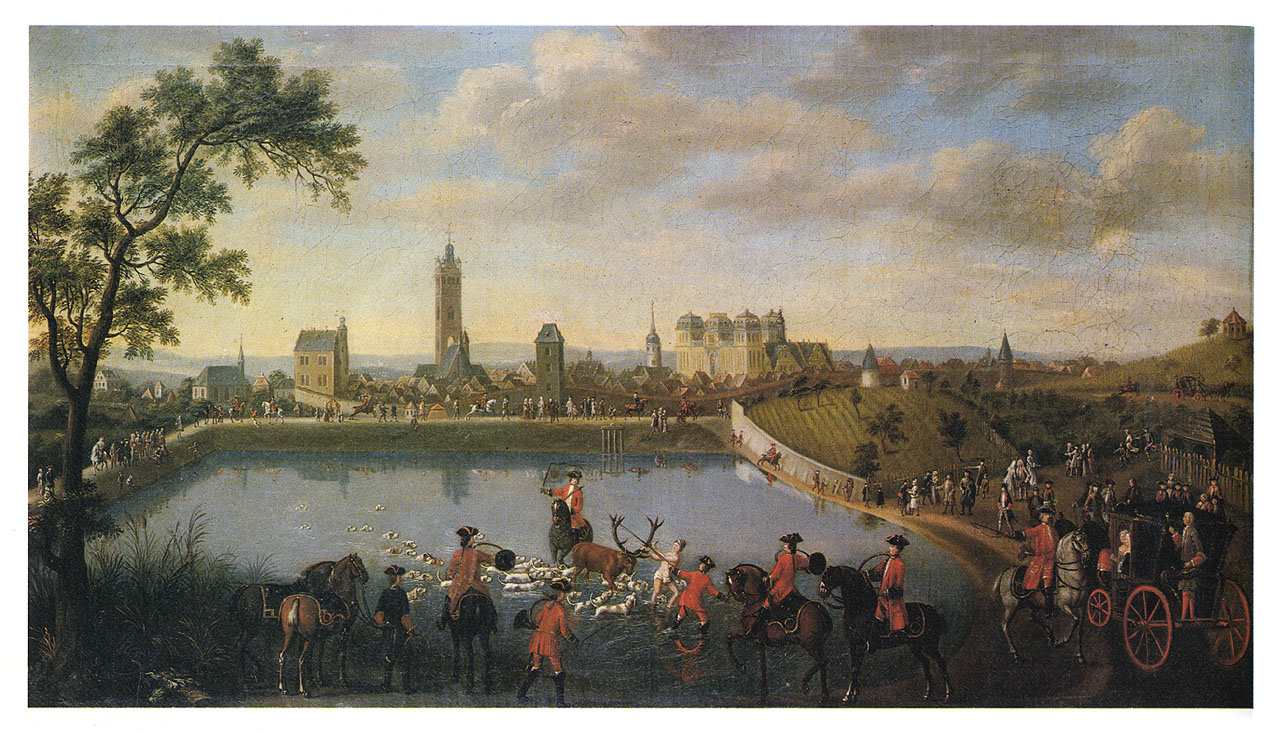
Hirsch im Großen Woog (Mitte des 18. Jahrhunderts) von Johann Tobias Sonntag (1716–1774)
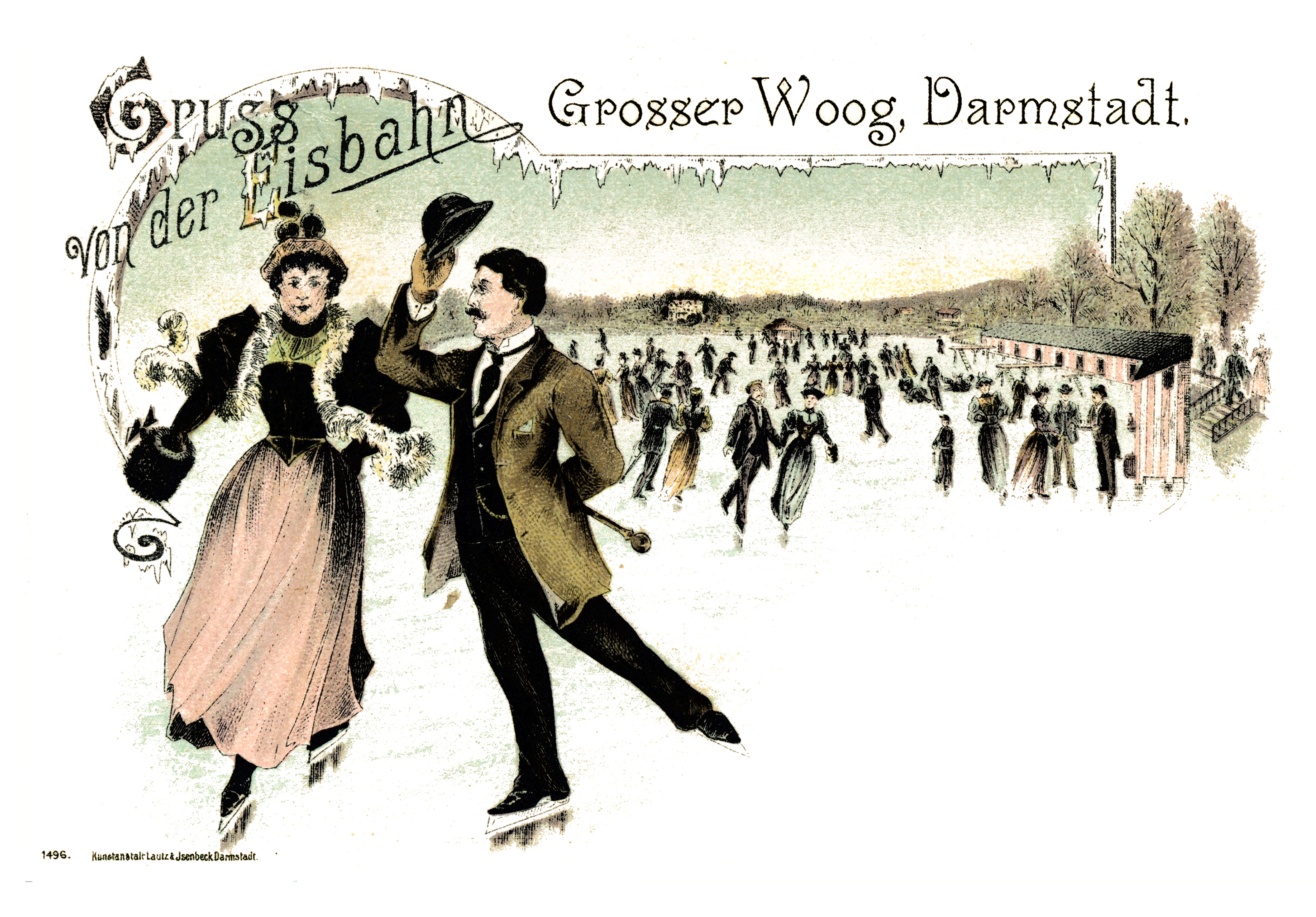
Postkarte (1896) mit Schlittschuhläufern auf dem Woog
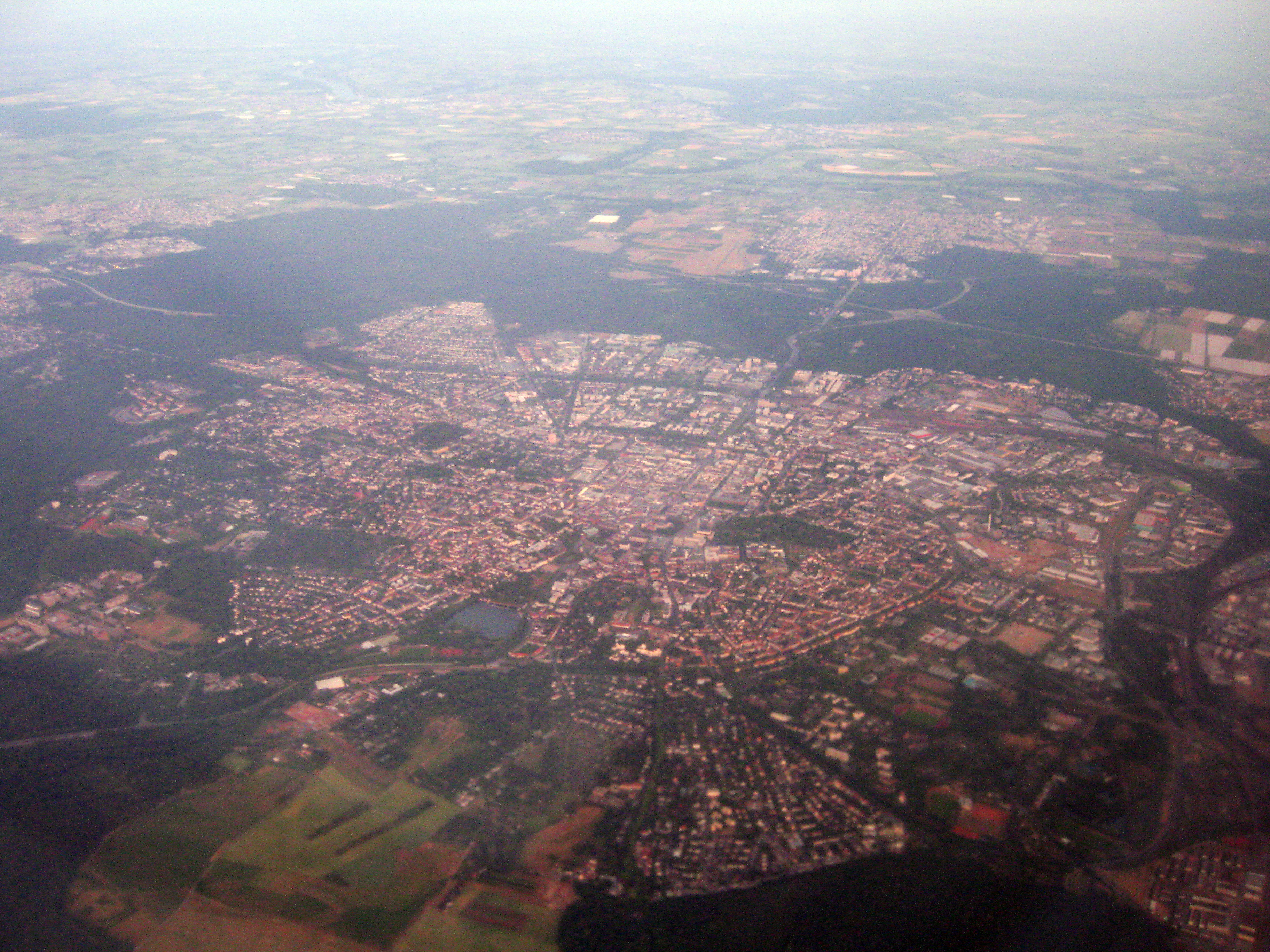
Der große Woog auf einem Luftbild von Norden aus (2011)
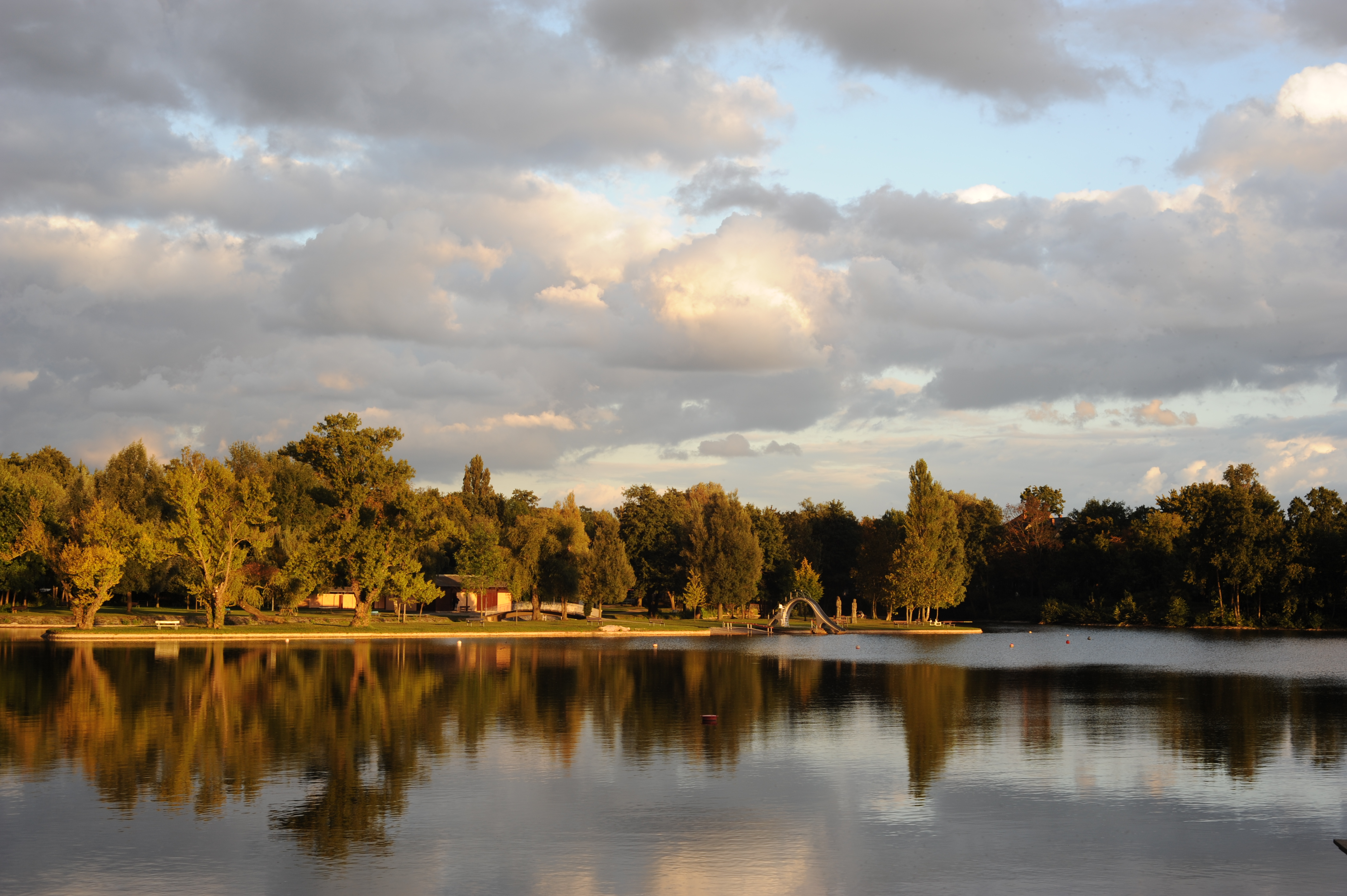
Abendstimmung am Großen Woog (2009)
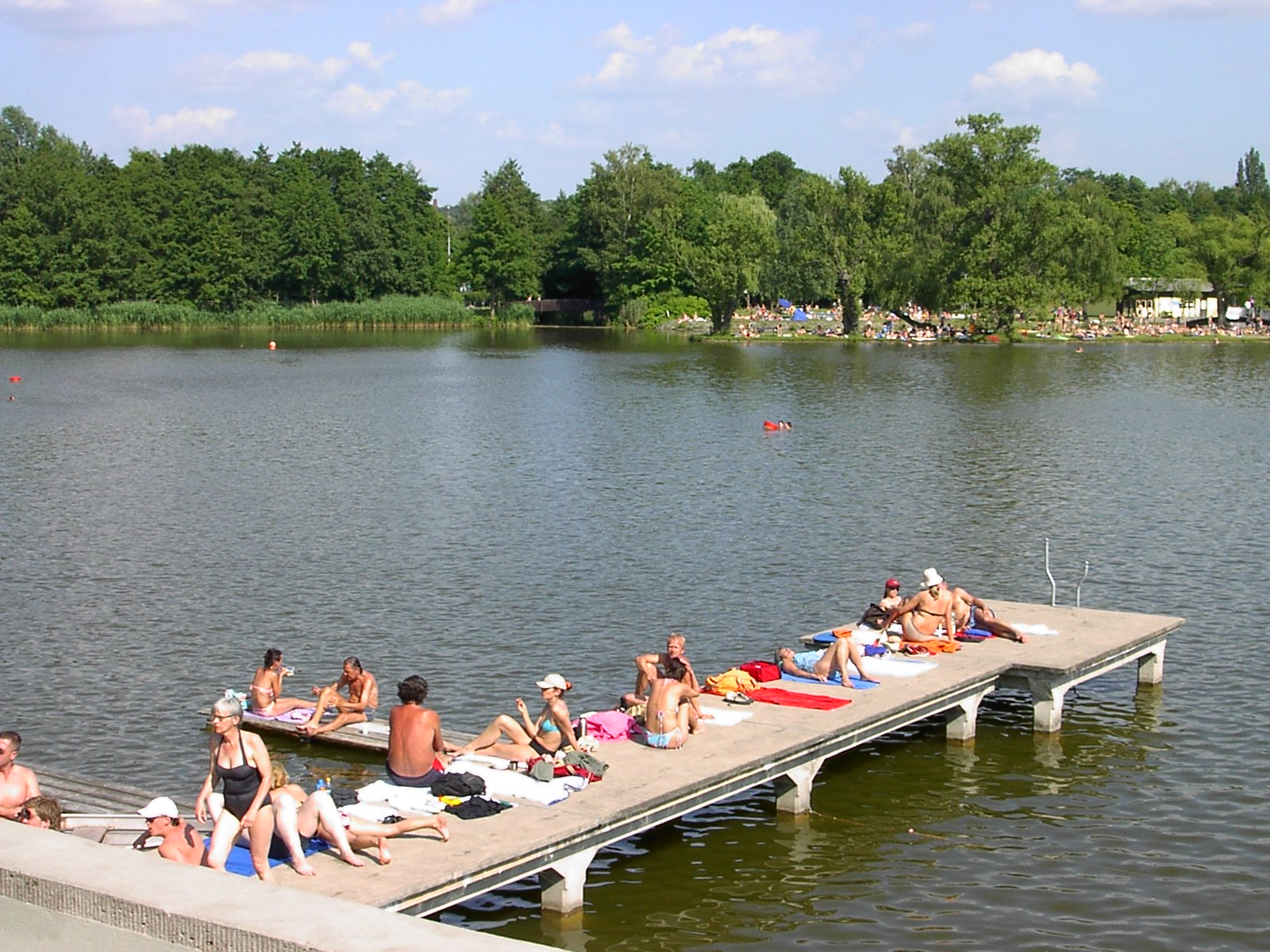
Familienbad Großer Woog (2010)
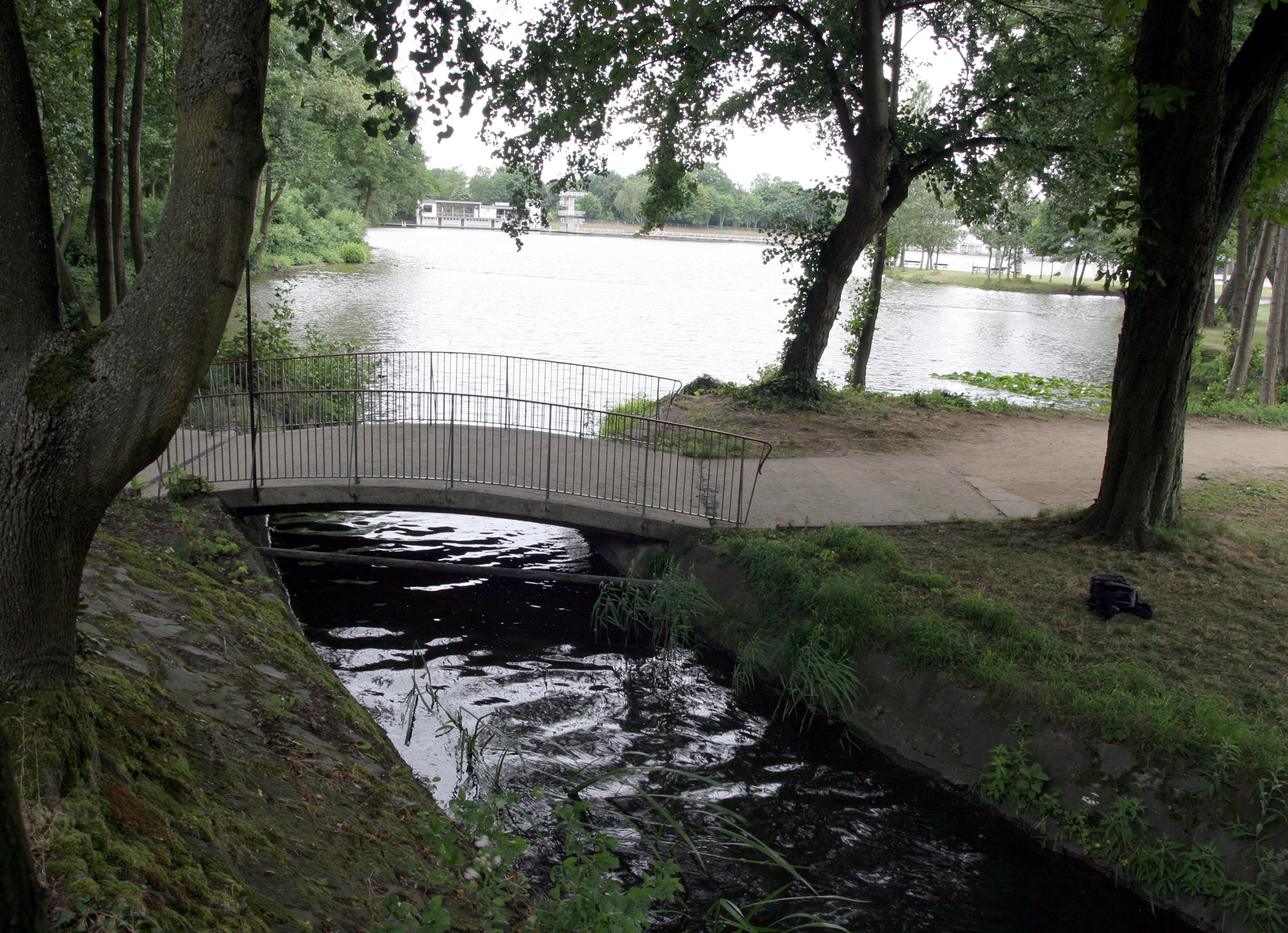
Darmbach als Zufluss des Großen Woogs (2014)
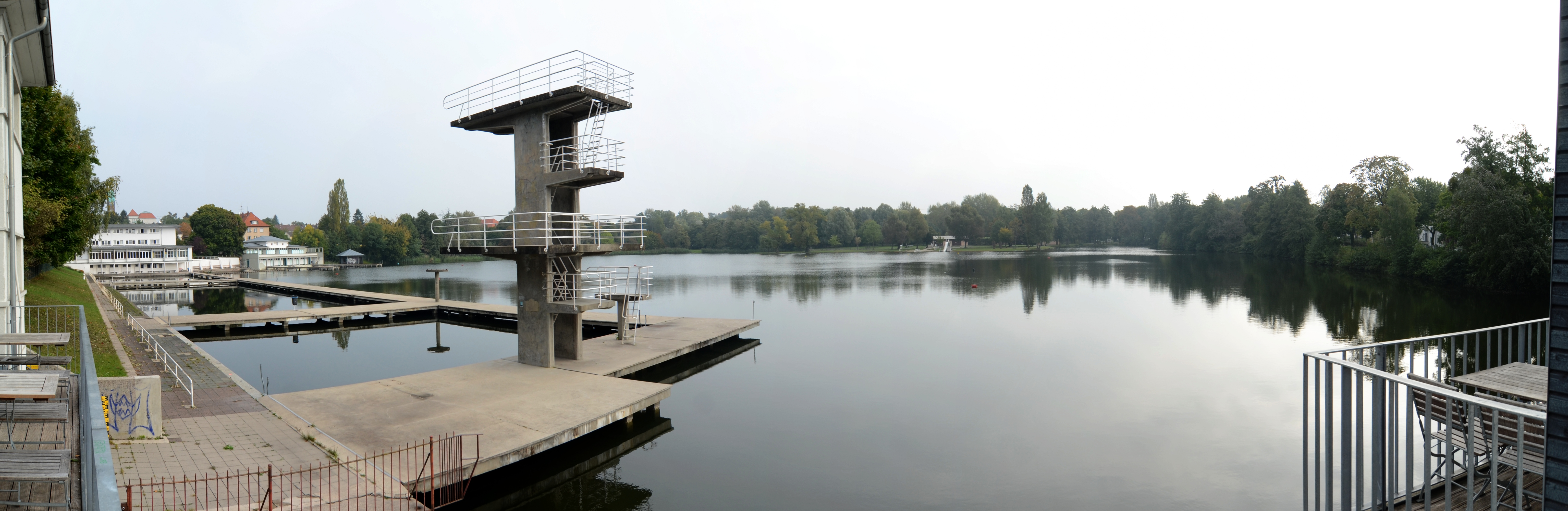
Badesee Großer Woog von Südwest gesehen